# アリマタヤのヨセフ
アリマタヤのヨセフ（アリマフェヤの義人イオシフ）は、新約聖書に登場するユダヤ人。イエスの遺体を引き取ったことで知られる。日本正教会では現代ギリシャ語・教会スラヴ語からアリマフェヤのイオシフと転写される。正教会・カトリック教会・聖公会で聖人。正教会では七十門徒に数えられている。
すべての福音書にはアリマタヤ出身のヨセフなる人物がピラトに願い出て、イエスの遺体をひきとって埋葬したことが記述されている。ヨセフについて四福音書はそれぞれ、マタイは「金持ちでイエスの弟子」といい、マルコは「身分の高い議員」、ルカは「神の国を待ち望んでいた」「善良でただしい人」、ヨハネは「イエスの弟子でありながらユダヤ人を恐れてそのことを隠していた」人物としている。
いずれにせよ、弟子すらも逃げ出した状況で、あえてアリマタヤのヨセフがイエスの遺体の引取りを申し出たということは四福音が一致して記しているところである。イエスは彼によって墓（この時代は洞窟）に亜麻布で巻かれ、香料と共に葬られた。
西ヨーロッパ中世の伝承では、聖杯伝説と結び付けられ、彼が十字架のもとでイエスの血を受けた聖杯を持ってイギリスに渡ったとされていた。また少年の頃のイエスがヨセフとともにブリテン島西南コーンウォールの錫鉱山にやってきて、坑夫たちに錫をどうやって抽出するか、また製錬するかといったことを教えたという伝説があった（セイバイン・ベアリング＝グールド『A Book of The West: Being An Introduction To Devon and Cornwall』による）。
キリスト教の聖人であり、正教会では7月31日、カトリック教会では3月17日に祝われている。